# Sultan III bin Muhammad al-Qasimi
Sultan III bin Muhammad al-Qasimi (in arabo سلطان بن محمد القاسمي‎?; Sharjah, 6 luglio 1939) è uno storico e politico emiratino attualmente emiro di Sharja e membro del Consiglio supremo federale degli Emirati Arabi Uniti dal 1972. È anche docente universitario di storia.

## Biografia
Sultan III è nato a Sharja il 6 luglio 1939 ed è figlio dello sceicco Muhammad bin Saqr al-Qasimi, emiro di Sharja per poche settimane nel 1951, e di sua moglie, la sceicca Maryam bint Ghanem bin Salem al-Shamsi.
Dopo aver completato la sua istruzione elementare e secondaria tra Sharja, Al Kuwait e Dubai ha continuato a studiare per un Bachelor of Science in ingegneria agricola all'Università del Cairo, laureandosi nel 1971. Nel 1985 ha conseguito un dottorato di ricerca con lode in storia all'Università di Exeter e nel 1999 un secondo dottorato di ricerca in geografia politica del Golfo all'Università di Durham.
Lo sceicco Sultan è succeduto a suo fratello, lo sceicco Khalid III bin Muhammad al-Qasimi, come emiro qualche tempo dopo il suo assassinio avvenuto il 25 gennaio 1972. Precedentemente è stato ministro della pubblica istruzione degli Emirati Arabi Uniti.
Il 17 giugno 1987, mentre era in visita in Gran Bretagna, sua fratello Abd al-Aziz attuò un colpo di Stato e lo depose. In un comunicato giustificò questa sua manovra con le cattive condizioni finanziarie in cui si trovava il paese. L'emirato, che contava un reddito di 800 milioni di dirham, aveva accumulato nel tempo un debito di cinque miliardi, causato dalla caduta del prezzo del petrolio, in combinazione con la guerra Iran-Iraq e con la crisi del settore turistico-alberghiero causata anche della decisione di vietare l'alcol a Sharja. Il Consiglio supremo dell'Unione compose un comitato tripartito per gestire la crisi composto da Saqr bin Muhammad al-Qasimi, emiro di Ras al-Khaima, Humaid IV bin Rashid Al Nuaimi, emiro di Ajman e Hamdan bin Rashid Al Maktoum, ministro delle finanze e dell'industria. La commissione organizzò per il 23 giugno un incontro di riconciliazione tra i due fratelli alla presenza del presidente della Federazione Zayed bin Sultan Al Nahyan. L'atto di riconciliazione stabilì che Abd al-Aziz venisse nominato principe ereditario, vice emiro e membro del Consiglio esecutivo. Fu stabilito anche che  avrebbe avuto il diritto di partecipare ai lavori del Consiglio Supremo nella sua qualità di principe ereditario e che avrebbe avuto un ruolo nell'emissione delle leggi e nella firma degli accordi economici.
Ricopre diversi incarichi educativi. Nel 1997 è diventato presidente sia della American University of Sharjah che dell'Università di Sharjah. L'anno successivo è stato nominato visiting professor all'Università di Exeter, sua alma mater, nel 1998. È professore di storia moderna del Golfo presso l'Università di Sharjah dal 1999. Nel 2008 è diventato anche professore invitato all'Università del Cairo.
È anche autore di numerosi libri ed opere teatrali.

## Vita personale
- Sceicca Moza bint Salem Al Mana Al Falasi
  - Sceicca Azza bint Sultan al-Qasimi (1973)
  - Sceicco Mohammed bin Sultan al-Qasimi (1974 - 1999), principe ereditario fino al 1999
- Sceicca Jawaher bint Mohammed al-Qasimi
  - Sceicca Bodour bint Sultan al-Qasimi (1978) sposata con lo sceicco Sultan bin Ahmed al-Qasimi
    - Sceicca Maryam bint Sultan Bin Ahmed al-Qasimi
    - Sceicco Ahmed bin Sultan Bin Ahmed al-Qasimi
    - Sceicca Alia bint Sultan Bin Ahmed al-Qasimi

  - Sceicca Noor bint Sultan al-Qasimi (1979)
  - Sceicca Hoor bint Sultan al-Qasimi (1980)
  - Sceicco Khalid bin Sultan al-Qasimi (1980 - 2019)

Dopo la morte del figlio Mohammed, che era al tempo principe ereditario, l'11 maggio 1999 è stato nominato nuovo erede lo sceicco Sultan bin Mohammed bin Sultan Al Qasimi, nipote di Sultan II bin Saqr al-Qasimi che fu emiro di Sharja dal 1924 al 1951.